# Notophthiracarus australis
Notophthiracarus australis är en kvalsterart som beskrevs av Ramsay 1966. Notophthiracarus australis ingår i släktet Notophthiracarus och familjen Phthiracaridae. Inga underarter finns listade i Catalogue of Life.